# Sears & Levis US Tour
Sears & Levis US Tour (także Christina Aguilera in Concert) − pierwsza trasa koncertowa amerykańskiej piosenkarki Christiny Aguilery, promujące jej debiutancki album z 1999 roku, zatytułowany Christina Aguilera.

## Lista wykonywanych utworów
1. Introduction: Arabian Dance
2. Genie in a Bottle
3. Somebody's Somebody
4. So Emotional
5. Don't Make Me Love You (Till I'm Ready)
6. I Turn to You
7. When You Put You Hands On Me
8. At Last
9. Interlude: DJ Mix Remix
10. All Right Now
11. Love for All Seasons
12. Come on Over Baby (All I Want Is You)
13. What a Girl Wants

## Otwierający koncerty
- Destiny's Child
- Soul Decision (7 lipca − 19 lipca − 11 września)
- Sygnature
- The Moffatts (7 lipca − 19 lipca)
- MyTown (17 lipca − 19 lipca)
- McMaster & James (7 lipca − 19 lipca)
- Alecia Elliot
- Before Dark
- Faze 4 (1 lipca)